# Скалы Крейсер
Скалы Крейсер — архипелаг, состоящий из островов и окружающих их небольших скал и камней в Японском море, у юго-восточного побережья Приморья, в 30 км к юго-востоку от Находки, в 2 милях к NЕ от мыса Бугристый. Используется для определения входа в бухту Окунёвая и бухту Триозёрье.

## История
Архипелаг впервые описан и назван в ходе экспедиции подполковника КФШ В. М. Бабкина со шхуны «Восток» в 1860 году. Своё название он получил по главному острову архипелага.

## География
Архипелаг образован группой небольших островков, скал и надводных камней, вытянутых на расстояние в 1,4 километра. Максимальная высота скал 44 и 51,5 метра. Административно относится к Партизанскому району.
В состав архипелага входят: остров Скала Крейсер, остров скала Прибрежная, скала Копна, камень Пупырь и группа других малых неназванных скал. На обрывистых скалах имеются птичьи базары, в водах водится ларга.

### Остров Скала Крейсер
42°44′00″ с. ш. 133°14′18″ в. д.
Остров Скала Крейсер является самым крупным островом архипелага. Получил название из-за скалистого образования и светло-серой окраски, делающей похожим на крейсер под парусами.
Площадь составляет 0,0635 км², длина менее 400 метров и ширина около 150 метров. Остров представляет собой две покатые сопки, с высочайшей точкой 51,5 метра, на которой смонтирован триангуляционный знак.
Береговая линия восточной стороны острова, обращённая к открытому морю, представляет собой скалистый обрыв, местами с глыбами у подножья. Береговая линия западной стороны, обращённая к материку образована нагромождением гранитных глыб и валунов, но имеется галечниково-песчаный пляж протяжённостью несколько десятков метров. С северной стороны острова расположена коса, загромождённая большими гранитными глыбами.
На острове распространены луговые растительные сообщества. Восточный склон имеет травянистый покров с редко встречающимися кустами рододендрона. Почти вся западная сторона острова покрыта лесом из корявых низкорослых дубов и лип с густым подлеском барбариса. Источников пресной воды на острове нет.

### Остров Скала Прибрежная
42°44′17″ с. ш. 133°13′56″ в. д.

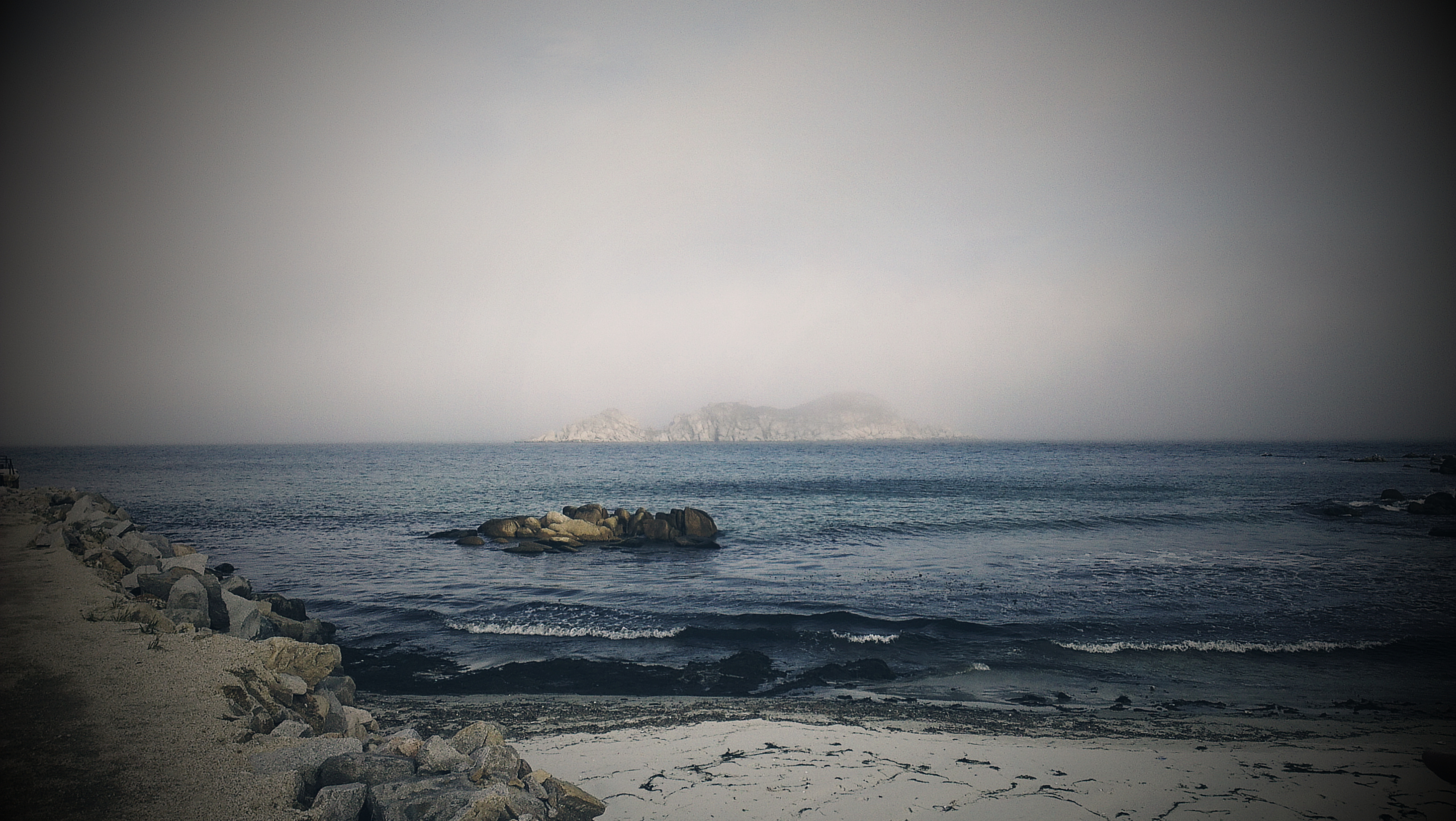
Остров Скала Прибрежная в тумане

Остров Скала Прибрежная является ближайшим к материку. Площадь составляет 0,0201 км². Находится между островом Скала Крейсер и материком. От берега отделён 380-метровым проливом и 500-метровым проливом от острова Скала Крейсер.
Береговая линия представляет собой нагромождения гранитных глыб.
На скале Прибрежной доминирует травянистая растительность.

### Скала Копна
42°43′49″ с. ш. 133°14′17″ в. д.
Скала Копна находится к югу от острова Скала Крейсер и отделена 50-метровым проливом. Представляет собой высокую отвесную скалу светло-серого цвета, площадью 0,0099 км².

### Камень Пупырь
42°43′39″ с. ш. 133°14′19″ в. д.
В двухстах метрах к югу от скалы Копна находится выступающий на 1,5 метра над водой камень с осыхающей скалой рядом, окружённый большими глубинами.